# 若左倉与吉
若左倉 与吉（わかざくら よきち、1879年10月9日 - 1944年10月19日）は、現在の石川県金沢市出身で八角部屋に所属した大相撲力士。本名は長永 與吉郎。最高位は東前頭2枚目。

## 経歴
1900年1月幕下付出で初土俵を踏み、1904年5月十両昇進。1905年5月新入幕。この場所の3日目に横綱大砲に勝ち、金星を得た。以後8場所、2枚目まで番付を上げるも1908年1月限り廃業し、郷里に帰った。

## 成績
- 幕内8場所24勝23敗22休6分預

## 改名
改名歴なし